# Étymologie de Liège

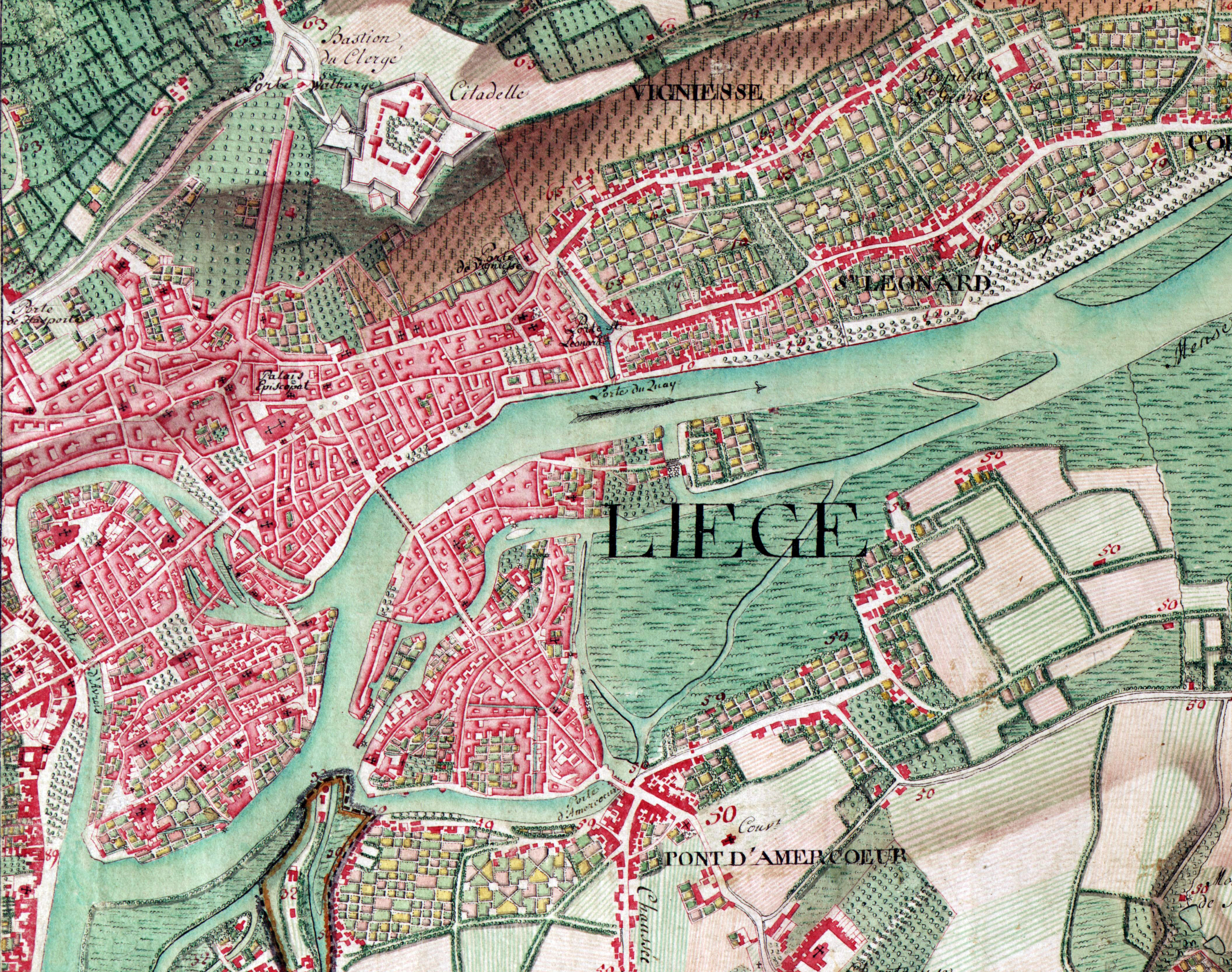
Carte de Cabinet des Pays-Bas autrichiens levée à l'initiative du comte Joseph de Ferraris vers 1770 : inscription LIEGE

Pour les articles homonymes, voir Liège (homonymie).
L'étymologie du nom de la ville de Liège a suscité, depuis le Moyen Âge, une longue série d'hypothèses.
La dernière[Quand ?] révision toponymique permet de situer l'origine de Liège au temps du Bas-Empire romain, en adéquation avec les vestiges de la place Saint-Lambert attestant une présence romaine, probablement prospère du Ier au IXe siècle. Abandonnée du IVe au VIIIe siècle, les invasions germaniques ébranlant définitivement tant la défense romaine que son administration. Ce serait saint Hubert qui relancerait la construction sur les fondations de la ville en l'honneur de son prédécesseur saint Lambert au plus tard en 705.[précision nécessaire]

## Historique onomastique
À partir du milieu du XIXe siècle apparaissent des études scientifiques de différentes portées et de différentes valeurs, qu'il serait long d'énumérer.
Celles qui embrassent l'ensemble de la question et qui font le point à un moment donné sur la question sont les suivantes :
- Godefroid Kurth[1],[2], historien liégeois renommé, a réalisé en 1882 la première synthèse d'ensemble dans Les Origines de la ville de Liège, augmenté d'un autre article sur la Légia[note 1].
- Un demi-siècle plus tard, en 1957, Paul Aebischer publie Les Origines du nom de Liège[3].
- En 1980, Jules Herbillon, auteur d'un traité des origines des noms de famille belges, retrace, en la mettant à jour, une Petite histoire du nom de Liège[4].
- Louis Deroy, dans ses Nouvelles réflexions sur l'origine du nom de Liège[5], finalise et compulsw l'ensemble de ces différentes réflexions et achève le tour du problème, ne laissant que peu de doutes, en dépit de quelques questions restées ouvertes.

## L'hypothèse celtique
Seul un maximum d'une centaine de mots celtiques sont tenus comme hypothèse sérieuse, il paraît donc difficile d'émettre une hypothèse.[précision nécessaire] Citons par exemple celles de Xavier Delamarre.
Selon certains[Qui ?], le nom de Liège serait de même origine que l'ancien nom de Paris :
- Lutèce, nom celtique, ce qui est une erreur[réf. nécessaire]

La forme allemande de Liège, Lüttich, suggère d'ailleurs ce rapprochement. Liège et Lutèce viendraient dès lors de lucotaekia sur lucot-, souris, cf. breton logod, vieil irlandais luch, souris.
- Lutetia (sur luto-, marais; cf. gaélique loth, marais. Cet élément semble se retrouver dans la ville de Leuze, jadis Lotusa, d'un possible *Lutosa[6].

## Lîdje
Le nom de Liège n'est attesté par des écrits qu'à partir du XIIIe siècle, lorsque l'évêché de Liège, moins étroitement lié à l'Empire germanique, a noué davantage de relations avec la France. Il en est résulté un afflux de la culture de la langue française dans le Pays de Liège. On peut dès lors croire que la forme wallonne locale était déjà très proche de celle qu'on trouve attestée plus tard, qui est encore aujourd'hui Lîdje.

## DeLeodicumàLeodium
Pour remonter dans le passé du nom de Liège, nous ne possédons que les formes latines, dont les plus anciennes sont des VIIIe et IXe siècles, c'est-à-dire l'époque franque. Les rois francs, prenant la succession des Romains en Gaule, ont maintenu les bases romaines de l'organisation antérieure, gardant à leur service les fonctionnaires gallo-romains, et conservant l'usage du latin comme langue de communication générale. Dans ce latin mérovingien, et ensuite carolingien, bon nombre de termes franciques vont s'introduire pour des raisons pratiques. C'est vers le IXe siècle que le double usage va se constituer, l'usage populaire constituant les nombreux dialectes romans. À Liège, le wallon, tout en gardant le latin, en usage dans l'administration et l'église. Ce sont ces documents qui nous ont conservé les anciens noms de Liège .
L'appellation latine courante aux VIIIe et IXe siècles est Leodium. Mais on trouve encore plusieurs fois la forme plus ancienne dont elle dérive Leodicum, ainsi qu'une variante Leudicum. Parallèlement, on trouve aussi les formules in vico Leodico et in vico Leudico.

## Legia
Une autre appellation latine est attestée à partir du Xe siècle : Legia, avec des graphies Ledgia, Letgia, Lethgia, Leggia, qui pourraient être des variations mais aussi des archaïsmes de Legia. Il semble que Legia soit attesté légèrement plus tard que Leodium, mais cela n'indique pas nécessairement que Legia ait été secondaire par rapport à Leodium. En tout cas, dès le XIe siècle, les deux noms sont utilisés parallèlement sans s'exclure ou se confondre. Dans un poème du XIe siècle, on trouve concurremment neuf fois Leodium et huit fois Legia. Il s'agit déjà peut-être d'une figure de style.
Les érudits du Moyen Âge et de la Renaissance ne se sont curieusement pas interrogés sur l'origine des deux noms de la ville, leurs hypothèses étymologiques ayant toujours été évoquées séparément.

## Legia et Leodium

### Hypothèses légendaires
Dans la Vita Servati et répétées dans quelques textes ultérieurs, selon une légende saint Monulphe arrivé sur les hauteurs de Liège, voyant une croix au fond de la vallée aurait prononcé « Voici la place que le Seigneur a choisie — en latin elegit — elle s'égalera aux plus grandes cités ». L'étymologie consistait à proposer le thème leg-, choisir. Quant à Leodium, le même texte donne l'appellation Leo divas, "lion divin" appliquée à Saint-Lambert.
Une autre étymologie du Moyen Âge rattachait legia à legis, génitif de lex, présentant la ville de "la loi". Le chapitre de Saint-Lambert en 1328 se plaignait auprès du pape que la ville fut devenue legis odium, la haine de la loi …
Au XIVe siècle, un érudit Italien, appelé Villani, rapporta que la vieille et noble cité de Legia avait été fondée par les Romains et qu'elle avait ainsi été appelée en référence aux legiones qui y étaient cantonnées.
Selon Hubert Thomas, au XVIe siècle, la ville aurait eu, sous un autre nom, une origine lointaine : fondée par un compagnon d'Ulysse, le vieux héros grec Œnops, qui l'aurait appelée Leodium en souvenir de son fils Léiodès, qu'il avait abandonné à Ithaque.
En réalité, le rapport entre Legia et Leodium reste obscur, et cette dualité n'est pas résolue.

### Origine deLeodium
On considère que l'adjectif leudicus ou leodicus, qui va donner leodium, a été formé à l'époque mérovingienne par suffixation de leudis ou leodis, terme du vieux francique et désignant tout homme qui, dans une tribu ou une nation germanique, n'était pas d'origine étrangère au peuple et libre, par opposition à l'esclavage, et vassal du roi. Tous ces hommes de la nation franque étaient des leutes.
- Vieil anglais : leod, homme libre, au pluriel leode, liode : les gens, le peuple
- Vieux haut-allemand : luit, homme ; au pluriel luiti : le peuple
- Vieil islandais : lydr, homme ; au pluriel lydir : le peuple
- Moyen néerlandais : liet, homme ; au pluriel luiden : les gens

Ces diverses attestations permettent de restituer un terme germanique commun *leud racine probable indo-européenne *(e)leudh – libre –, pour donner en latin liber et le grec eleutheros.
De ce terme francique est dérivé en latin médiéval l'adjectif leudicus, qui a dû signifier "qui appartient aux hommes libres", "qui appartient au peuple".

### Origine deLegia
Il s'agit certainement d'un autre nom, les textes l'utilisent aux IXe et Xe siècles. Certains ont alors imaginé qu'il s'agissait du petit ruisseau, appelé maintenant la Légia, qui venant des hauteurs d'Ans, traversant la cité pour rejoindre la Meuse, mais très peu d'anciens historiens la citent comme telle : seul un anonyme en 1118 et Jean d'Outremeuse au XIVe siècle. Mais si cette hypothèse hydronymique reste plausible (en effet, certains villages ont pris le nom de la rivière comme Amblève, Haine, Lesse, Mehaigne), il n'en resta pas moins que l'origine reste obscure.
En 1584, le géographe Abraham Ortelius donne ce commentaire :

« D'où vient le nom de Liège (Leodium), nous n'en avons nulle assurance, et s'il est vrai qu'à ce propos circulent beaucoup d'avis, il ne s'y trouve rien qui semble de quelque valeur. Dans le parler local on dit Liege; et il en est parfois qui ajoutent qu'on appelle ainsi le ruisseau qui, tenant son origine des collines voisines, coule à travers le marché; mais cette opinion n'est reçue que de peu de personnes; bien mieux, chez la plupart des gens, on ne sait pas si ce fameux ruisseau a un nom. »

En 1920, Jules Feller suggère que Légia est une invention qui est calquée sur la prononciation populaire Lîdge venant du bas latin lige ou liege, libre de toute charge, et simplement latinisée par les érudits médiévaux. Il démontre que siège (sedicu) devient sîdje, piège (pedicu) pidje etc …
Ledicus a suivi la même évolution: *ledigu devient au VIe siècle *leydyu qui devient en vieux français liege et lige, en wallon liégeois lîdje : libre (de toute charges). On utilise encore métaphoriquement « homme lige ».
Ce qui donnerait l'adjectif latin leticus, ou laeticus, dérivé de laetus, au pluriel laeti : les lètes.
Les Laeti, qu'on appelle parfois en français les "lètes", étaient des sortes de colons d'origine germanique installés par l'autorité impériale romaine en diverses régions de l'empire mais particulièrement en Germanie inférieure, pour réduire le risque de nouvelles invasions. Des terres inoccupées leur étaient concédées héréditairement à charge pour eux de les cultiver et au besoin de servir dans l'armée romaine comme auxiliaire pour les défendre. Ils étaient également libres de garder leurs coutumes.
Ce terme apparaît déjà dans des documents de 297 et 311. Cette situation correspond à l'affaiblissement des limes romaines qui organisent un repli vers la Meuse entre 250 et 400, cette période de réorganisation correspondant à l'institution des Lètes. La gestion des terres « létiques », laeticus, est utilisée en 399.
Laeticus, avec le sens "libre, vacant, inoccupé", est passé du latin aux langues germaniques : 
- Moyen néerlandais : ledich: libre
- Moyen bas allemand : ledich
- Moyen haut-allemand : ledic, libre; allemand moderne: ledig
- Moyen anglais : lethi
- Vieux frison : ledich, letich
- Norvégien, suédois, danois, :ledig

Il semble donc que le vico leudico de Liège était une leticae terrae, une terre libre, vacante.
Le mot semble s'être transformé de laetica en lediga au IVe siècle et successivement ledia, lédya et ledja pour devenir lîdje en wallon et Liège en français.[réf. nécessaire]

### Un territoire différent
On peut aussi se demander si Leodium ne couvrait pas, pour les administrateurs de l'époque, une surface plus importante que Legia. La formule Legia in Leodium pourrait le suggérer.

### LüttichetLuik
Ces formes allemandes et néerlandaises viennent de la forme Leudicum.
- On trouve Lutheche au XIIe siècle[22],[23].
- Le néerlandais Luik serait issu, au témoignage de Juste Lipse, de Leodijck et plus vulgairement Luydijck[24].

## LiégeetLiège

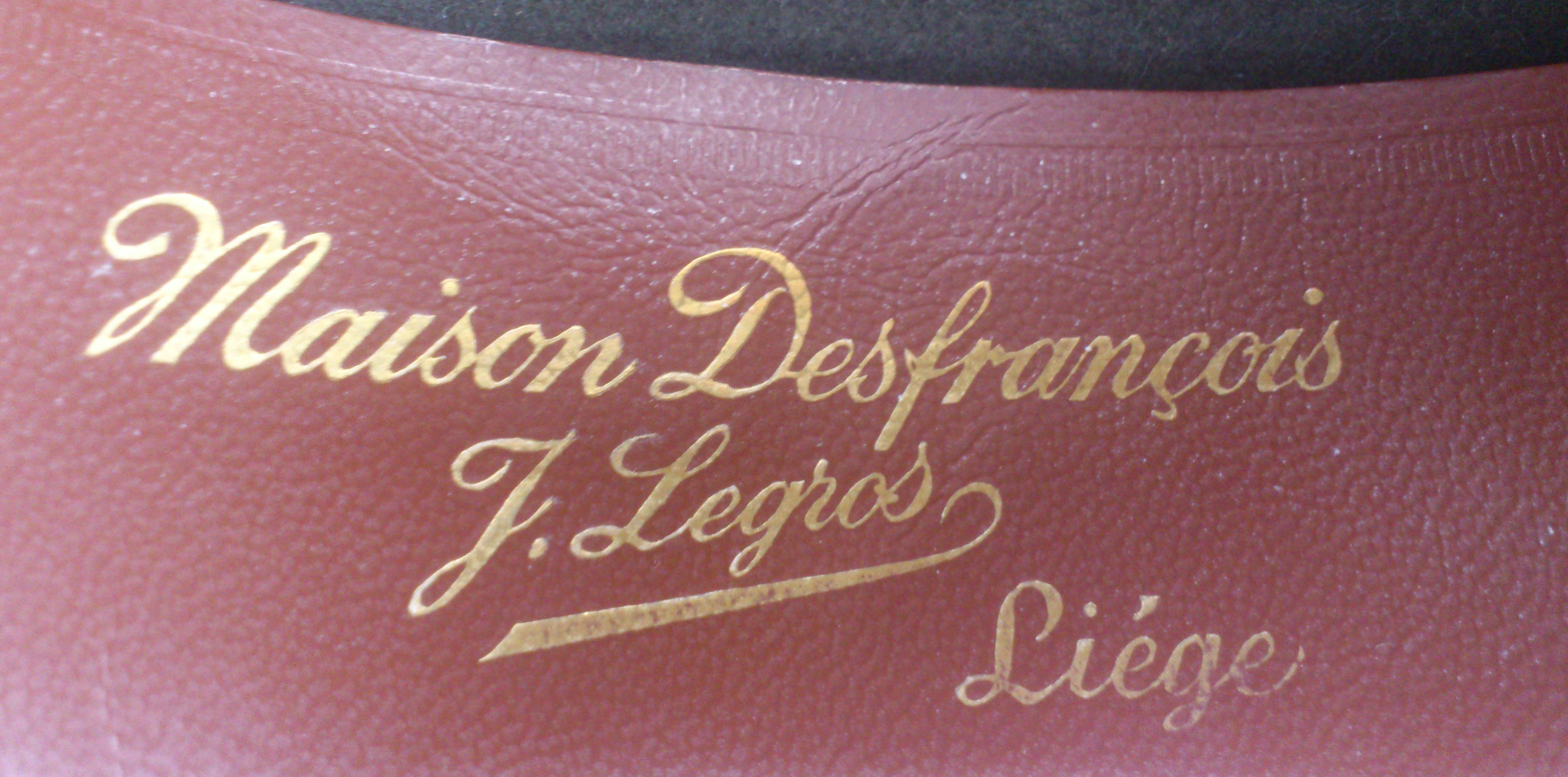
Ancienne graphie "Liége" de Liège dans un chapeau Brummel.

On sait que la prononciation française ancienne faisait entendre un é (fermé) et qu'après avoir écrit Liege, on a ensuite longtemps écrit Liége, conformément à la prononciation locale, même si, dans la prononciation française normée, é était devenu un è ouvert. C'est seulement en 1878 que l'Académie française a décidé de changer, dans l'orthographe, les finales ége en ège. Cependant, Liège, comme nom de lieu hors de France, n'a pas été tout de suite affecté. C'est en 1946 seulement que la graphie Liège a été entérinée par un arrêté du prince Charles, régent de Belgique, en dépit de la prononciation locale qui reste communément Liéch. Il faut noter cependant que l'orthographe des communes belges est décidée par le Roi, c'est-à-dire le gouvernement, et non par les autorités locales.
Le é reste cependant d'application pour le qualificatif liégeois(e).
Quelques Liégeois restent cependant attachés à l'ancienne graphie, notamment le journal la Gazette de Liége, aujourd'hui publiée comme édition locale de La Libre Belgique.